# Base Aeronaval de North Island

Selo representativo da Base Aeronaval de North Island.

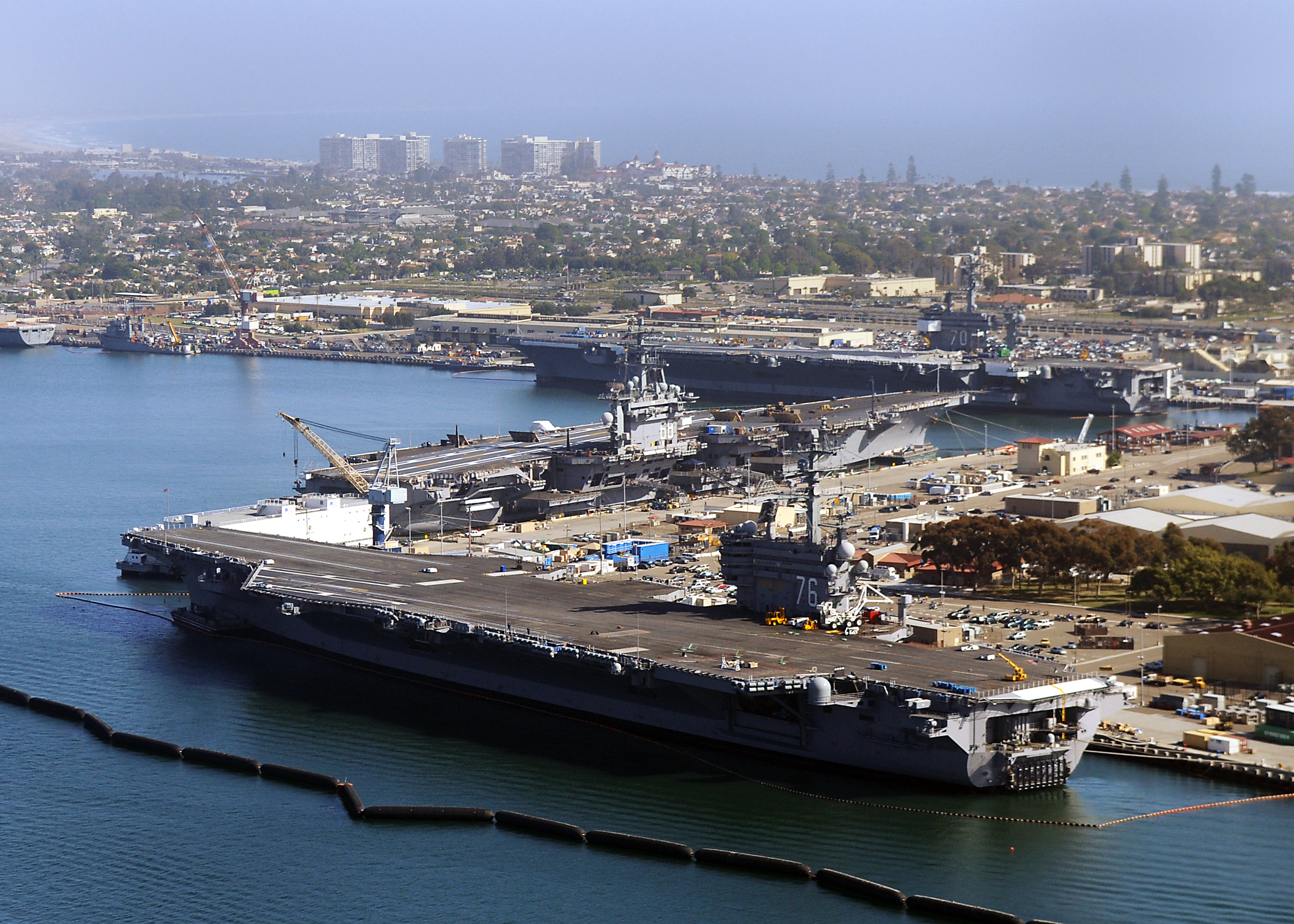
Os porta-aviões USS Ronald Reagan (CVN 76), USS Nimitz (CVN 68) e USS Carl Vinson (CVN 70) ancorados na Baía de San Diego.

A Base Aeronaval de North Island está localizado no extremo norte da península do Coronado na Baía de San Diego e é o porto de origem de vários porta-aviões da Marinha dos Estados Unidos. Ela faz parte do maior complexo aeroespacial-industrial na Marinha dos Estados Unidos, Base naval de Coronado, no Condado de San Diego, Califórnia.